# EMD FL9形ディーゼル機関車
EMD FL9は1956年から1960年にかけてGM-EMDで生産されたディーゼル・電気両用の機関車で、大いに成功したFシリーズ系列で最後に製造されたタイプである。下記のような特殊用途のため、他のFシリーズには見られない特徴がある。

## 概要

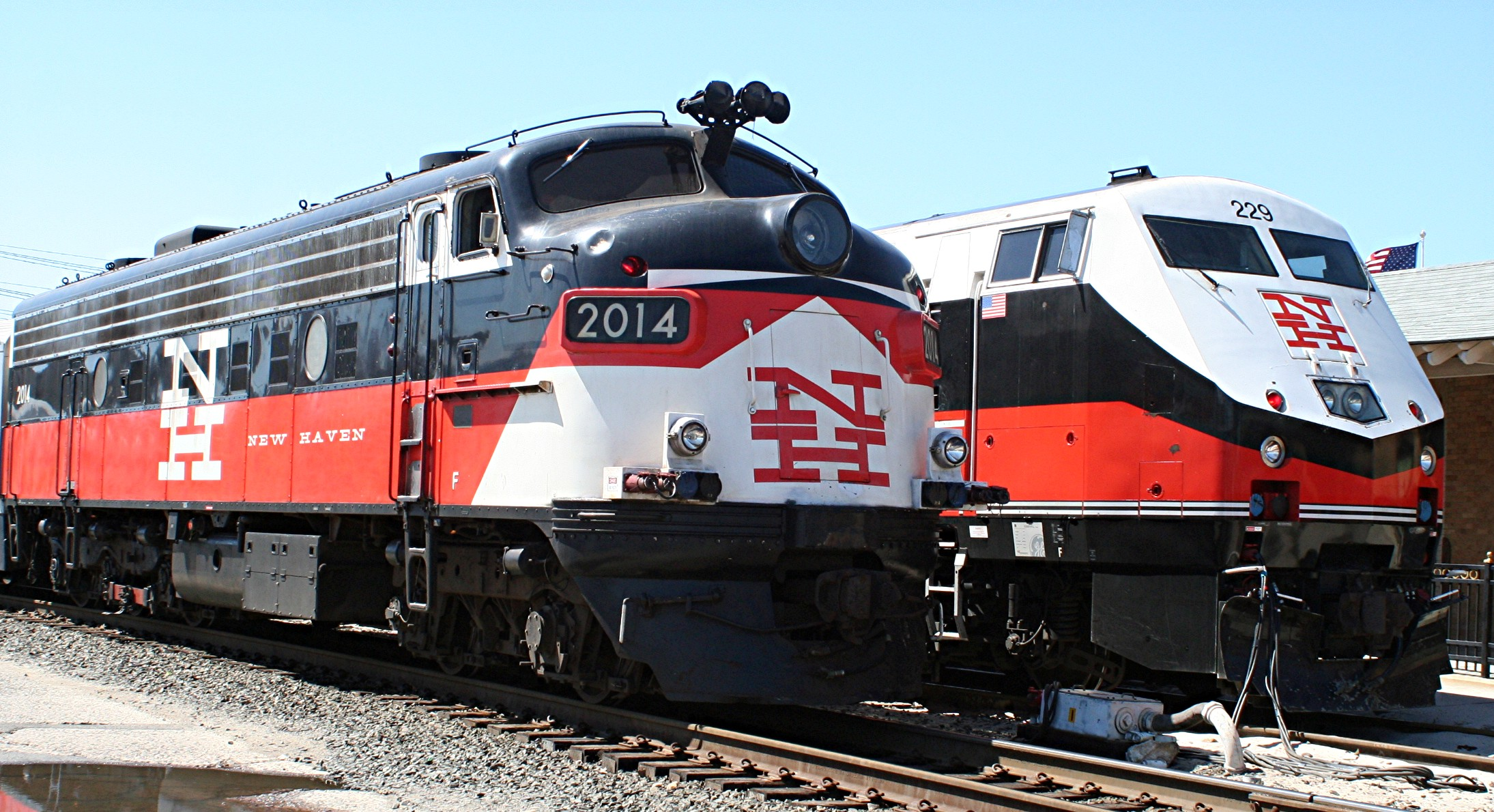
後継機であるP32AC-DMと並ぶFL9。後ろ側の3軸台車に集電靴が設置されている。

FL9はF9のAユニットをベースにニューヨーク・ニューヘイブン・アンド・ハートフォード鉄道（ニューヘイブン鉄道）向けに製作されたFシリーズである。ニューヘイブン鉄道はコネチカット州、ニューヨーク州、ロードアイランド州、マサチューセッツ州に展開していたが、そのうちボストンとニューヨークとを結ぶ路線が重要であった。しかし、マンハッタン島はディーゼル機関車が乗り入れられないため、電化区間のマンハッタン島と非電化区間との間を機関車の付け替えなしで列車を直通させるため、ディーゼル・電気両用の機関車となり、他のFシリーズには見られない下記のような特徴的な機関車となった。
- 軸配置

通常、Fシリーズの軸配置はB-B（2軸×2）であるが、重量の大幅増加に伴って車軸への負担を軽減するため、後部の台車はEシリーズのような動軸の間に遊輪を挟んだ3軸を採用し、軸配置はB-A1Aとなった。
その結果、Eシリーズ(軸配置はA1A-A1A)とFシリーズを組み合わせたような独特な下回りとなる。
- 第三軌条からの集電で走行可能

マンハッタン島内の電化区間では電圧600Vの第三軌条からの集電で走行する事ができる。
FL9では第三軌条からの集電に必要な集電靴は後ろ側の3軸台車に設置されている。
通常銀座線などの第3軌条集電の電車は台車の片方のみ集電靴を設置しているがFL9は背中合わせでの重連運転を考慮し、台車の両側に集電靴を設置しているのも特徴。
- Fシリーズ最長の長さ

全長は通常のFシリーズより1.2m長い16.5mの長さのボディを持つFP7およびFP9よりさらに長く、18mとFシリーズ最長の長さとなっている。
ディーゼルエンジンは他のFシリーズと同様にEMD 567系エンジンであるが、初期車30両と後期車30両で形式が異なっている。最初の30両はF9と同様に567Cが使用され1,750馬力であったが、後半の30両は567D1が使われ1,800馬力となり、Fシリーズ中最高馬力となった。
FL9はAユニットのみ60両製造され、上記のような特殊装備のためニューヘイブン鉄道のみに納車された。

## FL9AC
1990年代初頭、MTAの子会社であるメトロノース鉄道で活躍した車両の内、7両(No.2040～2046)及び同じMTAの子会社であるロングアイランド鉄道が1991年4月から運用を開始したC1型客車導入時にメトロノース鉄道から譲り受けられた3両(No.300～302)の合計10両は保守の軽減を目的にAC駆動化された。
AC駆動化された車両はFL9ACと称され「Starship」とニックネームがつけられた。
エンジンも567系エンジンから710系エンジンに交換されており、3,000馬力となった。元の567系エンジンは16気筒タイプであったが載せ替えた710系エンジンは12気筒タイプである。
外観も側面が一部変化しており、特徴的な丸窓がなくなった他5つ設置されていたフィルタ格子も撤去されたので改造前と比べのっぺりとした印象になった。側面には乗務員扉が2つあるがAC駆動改造車は乗務員扉の間に機器点検用と思われる窓のついていない扉が増設された。
機器の変更により屋根にも変化があり、原型車と比較し屋根が深くなりラジエーターファンも屋根上に出っ張っている形状から車体内に窪んだ形になった。

## 運用
FL9はニューヘイブン鉄道で運用されていたが、全車揃った1年後の1961年には経営破綻し、1968年12月31日に鉄道事業はペン・セントラル鉄道に引き継がれFL9もペン・セントラル鉄道で活躍した。
しかしペン・セントラル鉄道も1970年に経営破綻し、列車の運行も1976年に停止された。
その後、列車の運行はアムトラックやメトロノース鉄道、コンレールに引き継がれたことからFL9もアムトラックやメトロノース、コンレールの塗装になって活躍した。
なお、メトロノース所属車は非電化区間では同じFシリーズであるF10と重連を組んで運用されたこともある他、ニューヨーク・セントラル鉄道の塗装やニューヘイブン鉄道の塗装で活躍した車体もある。
その後、アムトラックおよびメトロノースでは、FL9同様にディーゼル・電気併用の機関車であるP32AC-DMの導入が1995年に開始され、置き換えられていった。
メトロノース鉄道から譲渡されたロングアイランド鉄道でもP32AC-DM同様にディーゼル・電気併用の機関車EMD DM30ACに置き換えられていった。
メトロノースでは晩年はニューヘイブン線の非電化支線で活躍し集電靴も撤去されていた。その後BL-20GHの投入によってAC駆動化改造された車両も含めてF10とともに引退した。

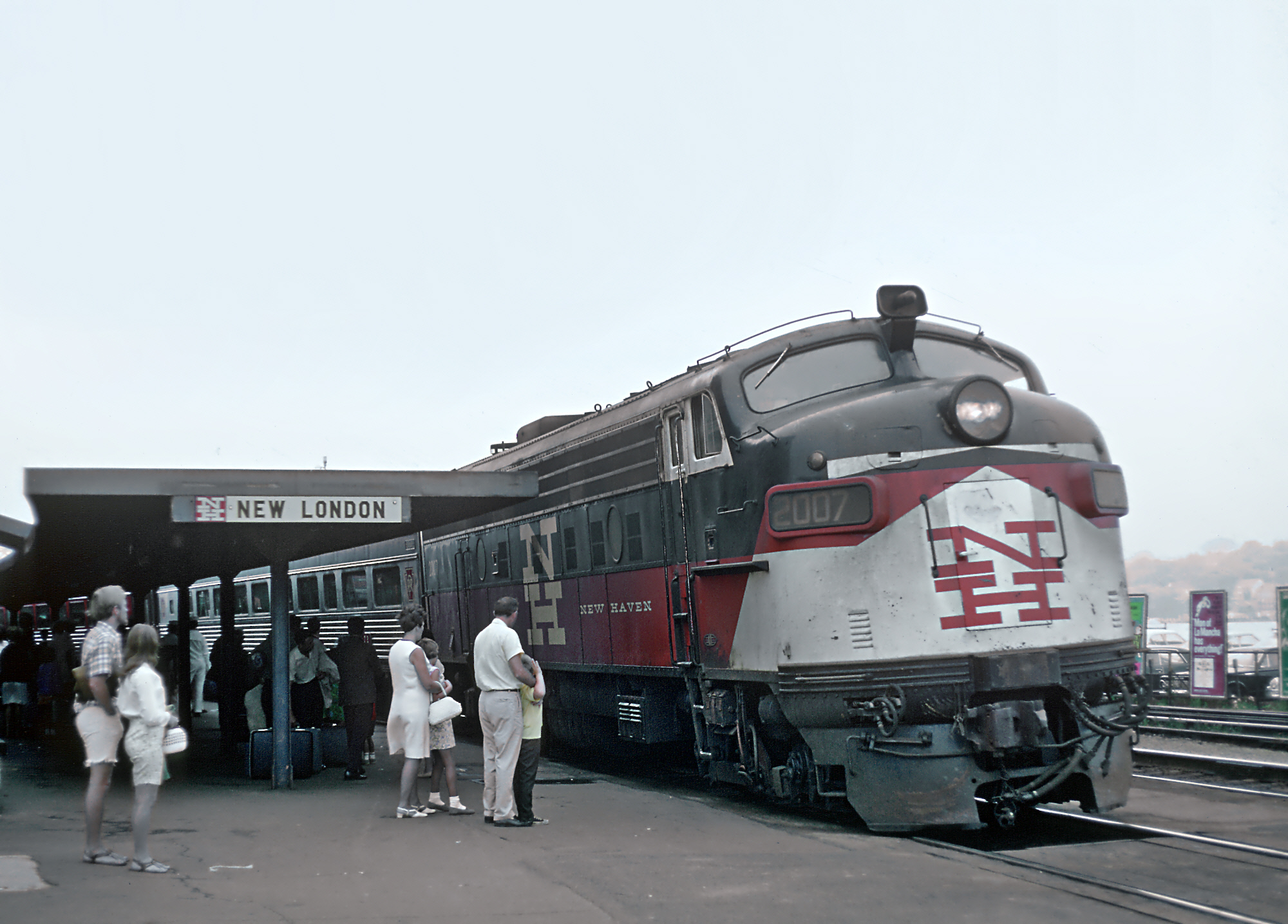
ニューヘイブン鉄道時代のFL9。
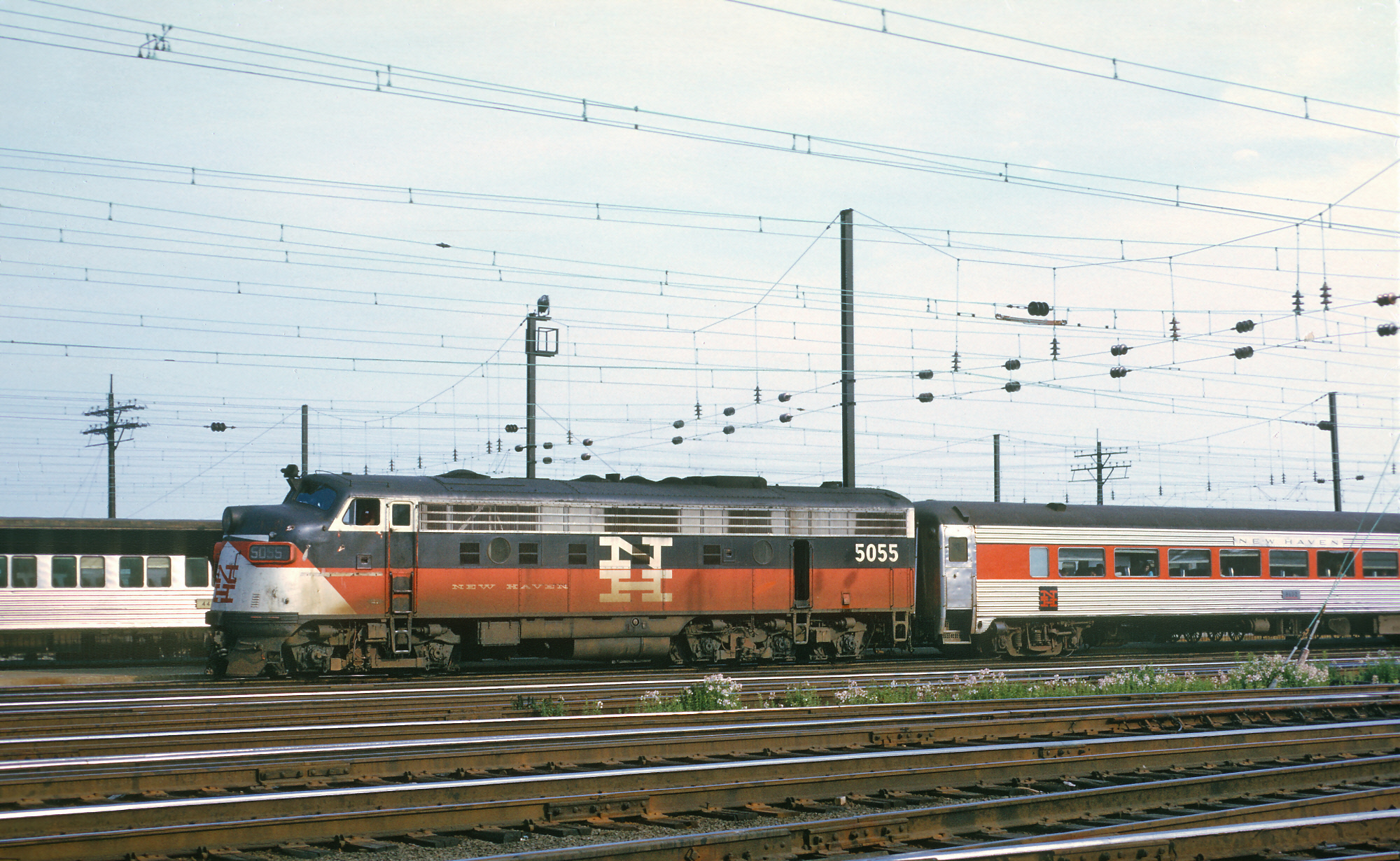
ペン・セントラル鉄道時代のFL9。塗装はニューヘイブン鉄道塗装のまま。
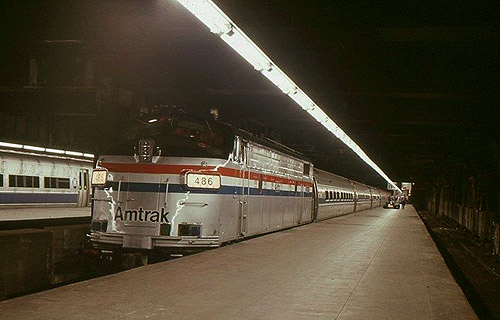
アムトラックを代表する車輌アムフリートを牽引するFL9。
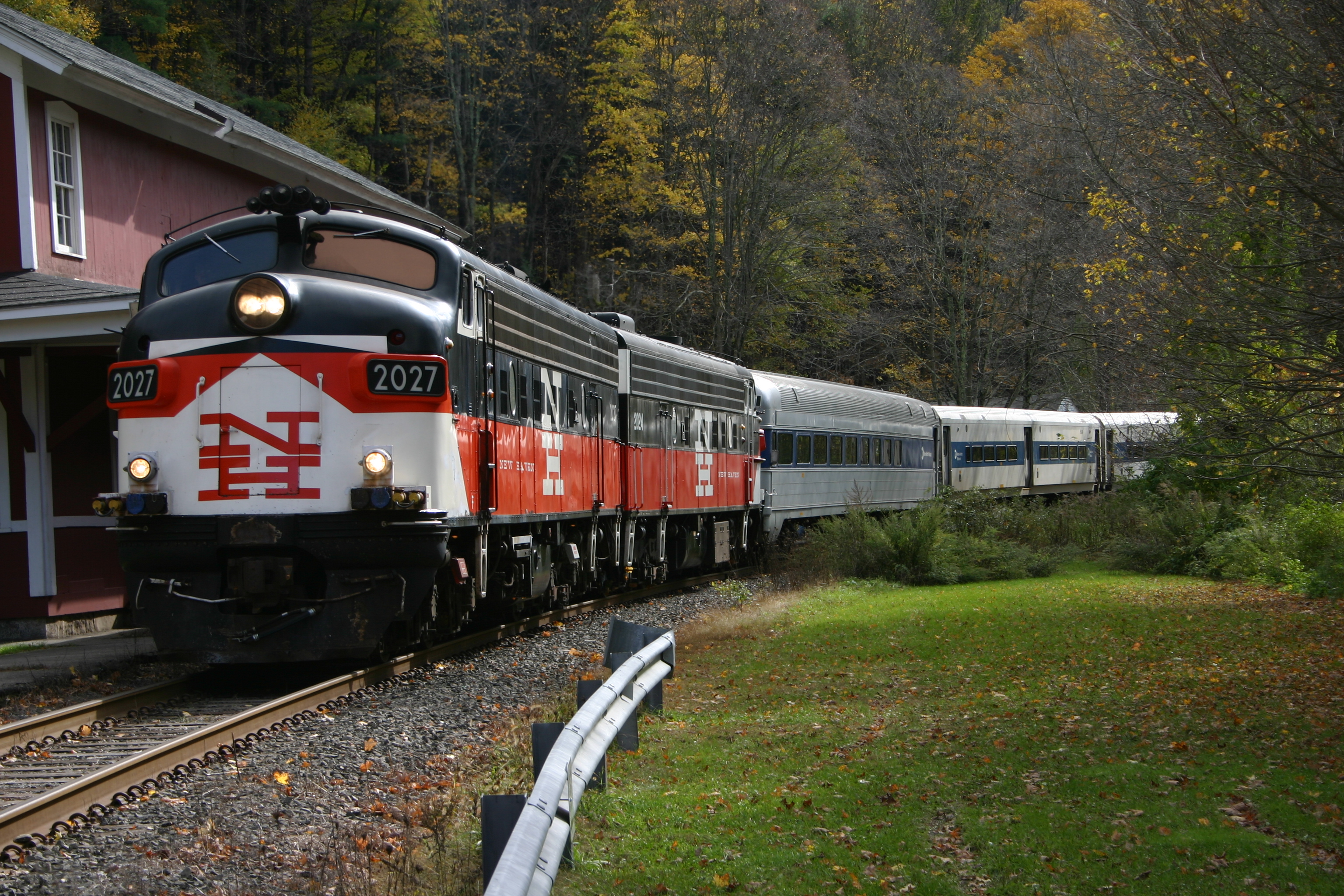
メトロノースに所属のFL9で最晩年の姿。非電化支線のみの運用のため集電靴を撤去。

## 保存車

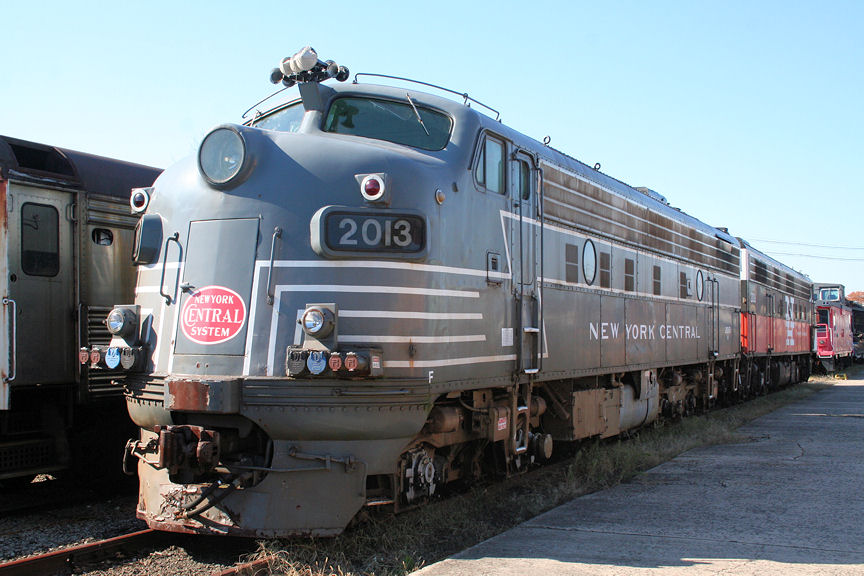
Danbury Railway MuseumのFL9-2013号

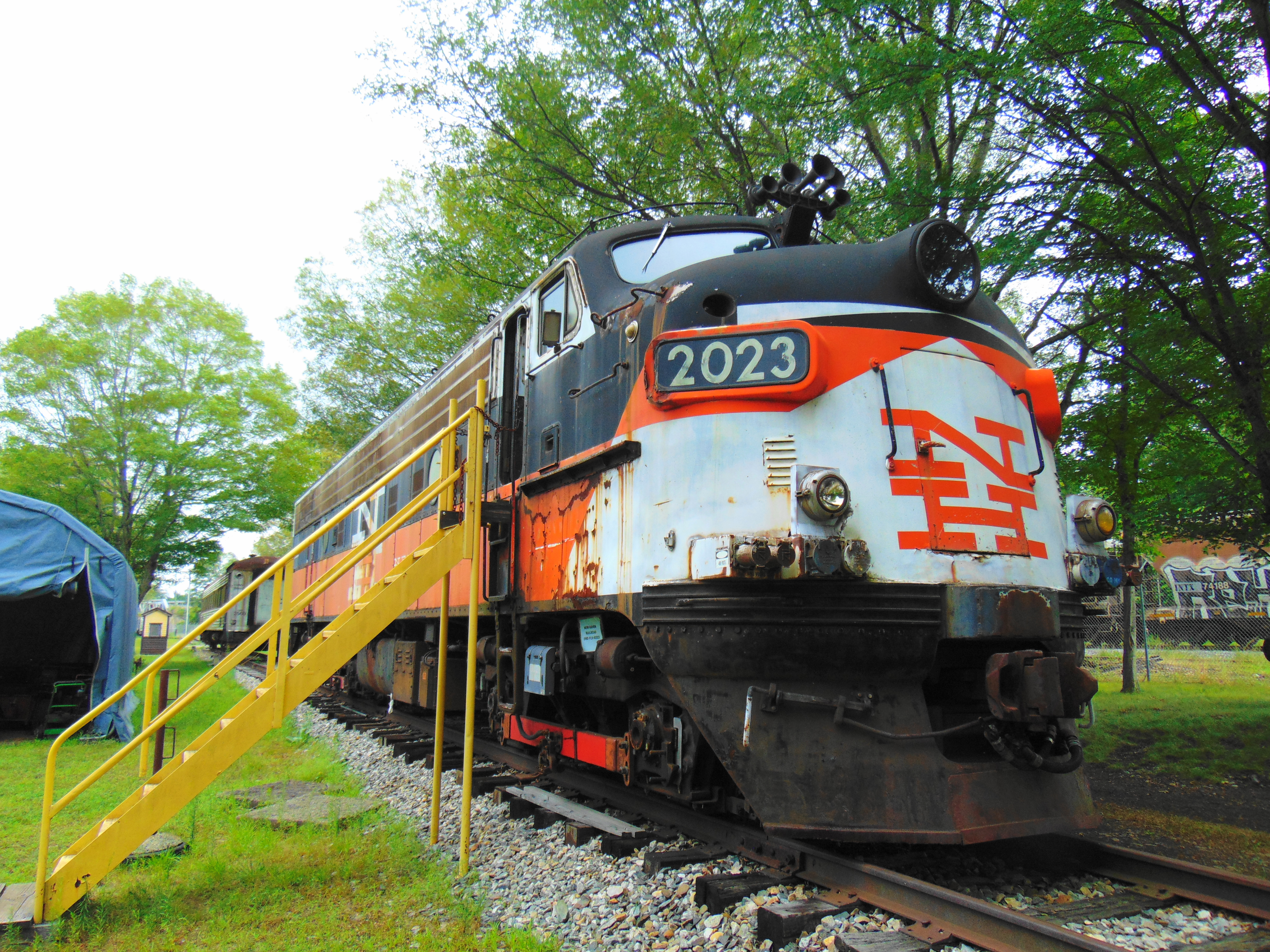
Connecticut Eastern Railroad MuseumのFL9-2023号。集電靴が設置された状態で保存。

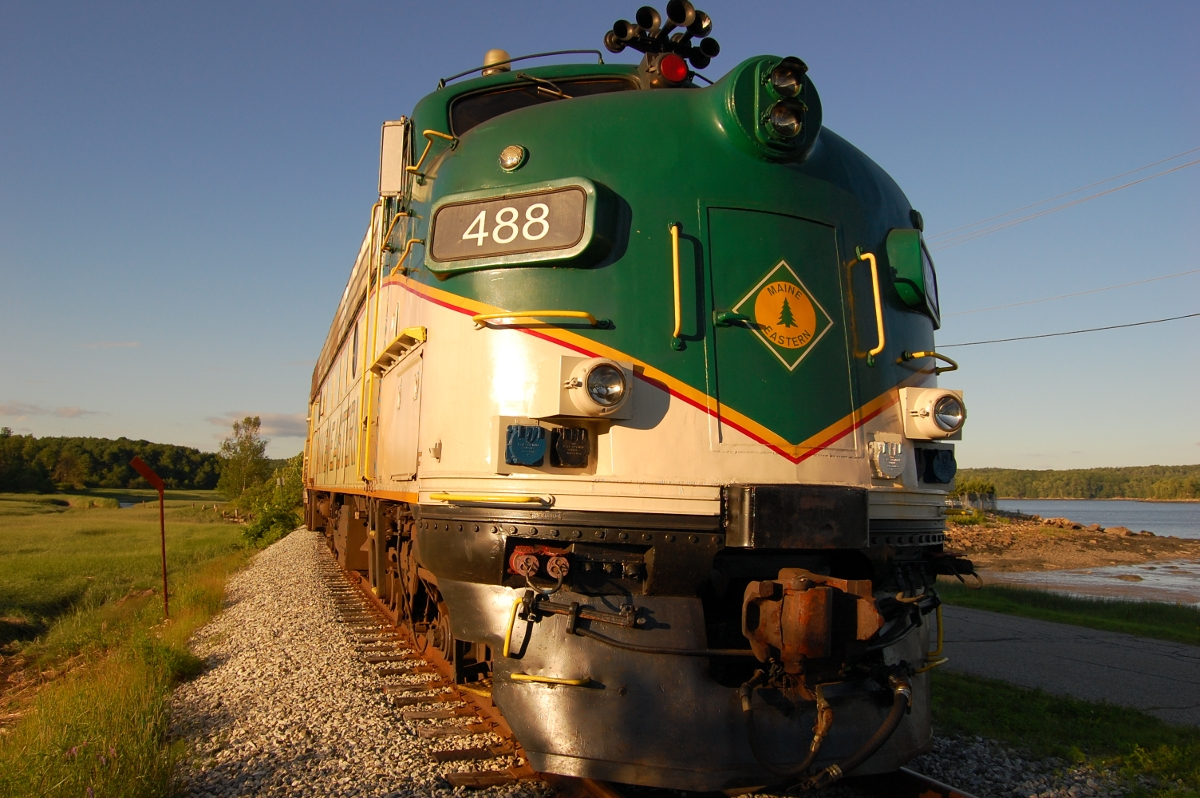
観光鉄道Maine Eastern RailroadのFL9-488号

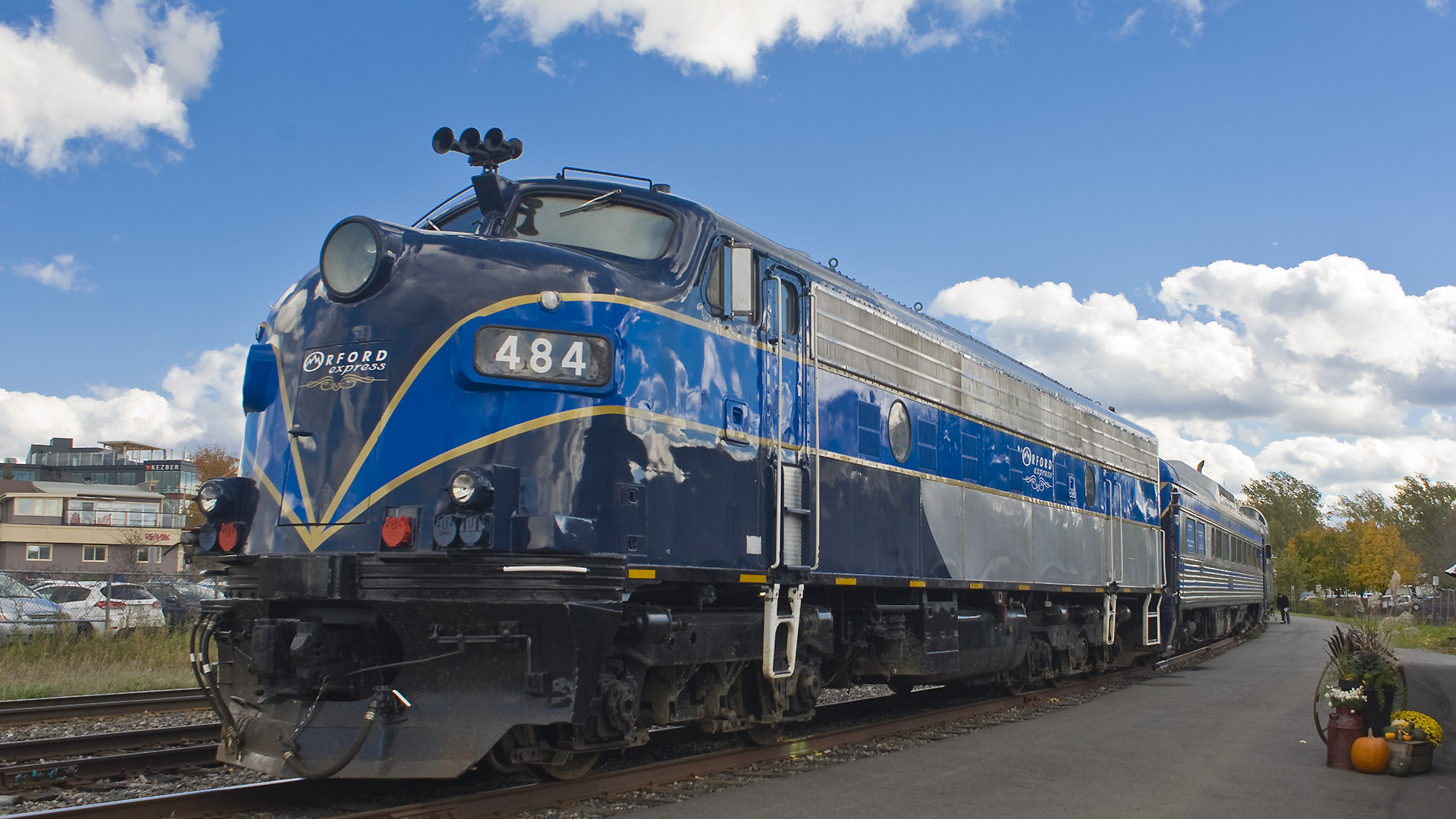
Orford Expressの牽引機の1つFL9-484号

FL9は製造総数60両と、数多く製造されたFシリーズの中では一番少数派であったが、下記のとおり保存されたり観光列車を牽引したりしている。
- en:Danbury Railway Museum[5]にFL9-2006号と2013号が保存されている。なお、両車では塗装が異なっており、2006号はニューヘイブン鉄道の塗装で、2013号はニューヨーク・セントラル鉄道の塗装で保存されている。
- Connecticut Eastern Railroad Museum[6]にFL9-2023号が保存されているがこの車両は集電靴が設置された状態で保存されている。[7]
- en:Railroad Museum of New England[8]にFL9-2002号(登場時2005号)および 2019号(登場時2049号)、2059号の3両が保存されており2002号と2019号はニューヘイブン鉄道の塗装、2059号はメトロノースの塗装になっている。
  - なお2019号は動態保存となっており、2059号はFTから始まったFシリーズの最終製造車両となっている。
- 医療機関en:Westchester Medical Center[9]の敷地内にFL9-2021号がメトロノースの塗装で展示。
- 元、アムトラック塗装で活躍した車両のうち、FL9-488号と489号がメイン州にある観光鉄道en:Maine Eastern Railroad[10]で運用されており、公式HPでも運用している姿が見られる。
- カナダのen:Orford Express[11]でもFL9-484号が牽引機の1つとして使用されている。この車両も元アムトラック塗装で活躍した車両である。
- メトロノースでもクロトン・ハーモンの車両基地でFL9-2012号がF10-413号とともに保管されている。2012号は2013号と同様にニューヨーク・セントラル鉄道の塗装になっている。
- en:Grapevine Vintage Railroad[12]にFL9-2014号(登場時2041号)および2016号(登場時2044号)の2両が使用されており公式HPでも運用している姿が見られる。

FL9ACは全車解体された。